# La herejía de Horus (novelas)
La Herejía de Horus es una saga oscura de ciencia ficción militar que transcurre en un futuro muy, muy lejano. Forma parte del mundo de Warhammer 40.000 (uno de los juegos de mesa del género wargame más famosos del mundo). La serie, aún en curso, está formada por novelas de larga duración escritas por varios autores. La primera novela fue publicada en abril de 2006 por la editorial Black Library. En mayo de 2019, tras 54 novelas, la serie añadió como subtítulo "Siege of Terra", iniciando así el final de la saga.

## Trasfondo histórico
"... En cuanto el Emperador de la Humanidad se retira a Terra, decide dejar todos sus ejércitos a cargo de su hijo favorito, el primarca Horus Lupercal. Éste continúa la labor de su padre, la famosa Gran Cruzada (la unificación de todos los planetas de la galaxia mediante la pacificación o la aniquilación de las razas y así restaurar el Imperio del Hombre utilizando la Verdad Imperial creada por el Emperador, tras la Era de los Conflictos),  con la ayuda, y bajo su mando por supuesto, de sus otros hermanos primarcas y sus respectivas legiones, y el apoyo de las legiones titánicas situadas en Marte. Ascendido a Señor de la Guerra, y con el apoyo de su legión, los Lobos Lunares, ahora bautizados Hijos de Horus, es corrompido por el mal a causa de una serie de acontecimientos provocados por los Dioses del Caos, provenientes del universo psíquico de la Disformidad, y decide traicionar al Emperador. Ingeniándoselas para poner de su lado a ocho de sus diecisiete hermanos, y con el apoyo descontrolado de las fuerzas del Caos, pone en marcha un plan de destrucción muy elaborado. El objetivo final es derrotar al Emperador en su Trono Dorado y conquistar Terra. Para conseguirlo, deberá abrirse camino hasta su padre, manteniendo a los hermanos leales a él ocupados en batallas contras los hermanos leales al Emperador, en diversos puntos estratégicos de la galaxia conocida ..."
La Herejía de Horus transcurre en el milenio 31, diez mil años antes del actual Warhammer 40.000, y es un pilar fundamental en la historia de éste. Las novelas dan a conocer al máximo detalle todo lo que pasó durante los siete años que duró la herejía. Incluso algunas de las novelas también dan a conocer detalles de algunas guerras que fueron antes de la herejía. En la serie descubriremos detalles de todas las legiones con sus primarcas y todas las acciones que llevaron a cabo por la galaxia. También descubriremos detalles del propio Emperador y los ejércitos que le rodean, situados en Terra, y de las legiones titánicas del Mechanicum, situados en Marte. Incluso, y no menos importante, descubriremos al Caos y todo lo que éste conlleva. Veremos como un día todos eran hermanos que luchaban por una misma causa y como después se dividieron en dos grupos, dando a conocer el nombre de las Legiones Traidoras (leales a Horus) y las Legiones leales al Emperador.

## Resumen de la trama
Al ser una saga muy extensa, es muy difícil poder hacer un resumen detallado de lo que ocurre en cada libro, ya que no sigue el típico esquema que podríamos encontrar en una novela, sea de un solo tomo como de varios que formen una trilogía. Para crear el resumen de la trama se tiene que ir tomando los detalles principales de cada novela que vayan dando forma a la historia principal.

### Introducción
Siete años de intensa guerra separan a Horus, Señor de la Guerra, de su padre, el Emperador de la Humanidad. Siete años de herejía... Todo comienza en el planeta Isstvan III, donde Horus y la legión traidora de los Hijos de Horus, con la ayuda de las legiones, ahora leales a él, de los Hijos del Emperador, la Guardia de la Muerte y los Devoradores de Mundos, bajo el liderazgo de los primarcas Fulgrim, Mortarion y Angron respectivamente, y de la fuerza titánica del Mechanicum Oscuro, se deshacen de todos aquellos marines espaciales que creen que no aceptarán la traición de Horus, dentro de sus propias legiones, lanzando unas bombas víricas llamadas Devoradores de Vidas. Este primer enfrentamiento es conocido como la Atrocidad de Isstvan III. Una vez eliminados, pero no sin antes, cometer el error de dejar escapar a unos de los capitanes de la Guardia de la Muerte llamado Nathaniel Garro robando la fragata Eisenstein y huyendo a través de la Disformidad dirección a Terra para avisar de la traición al Emperador, al enterarse de ésta, y del error de Fulgrim al intentar convencer a su hermano primarca Ferrus Manus, de la legión de los Manos de Hierro, de apoyar a Horus y fracasar en su cometido, el siguiente paso del Señor de la Guerra es trasladar a sus ejércitos al planeta Isstvan V, a la espera de que se produzca la mayor masacre entre legiones y hermanos. En cuanto aparecen y desembarcan los Manos de Hierro, los Salamandras y la Guardia del Cuervo, bajo el liderazgo de los primarcas Ferrus Manus, Vulkan y Corvus Corax respectivamente, se inicia lo que es conocido como la Masacre del Desembarco de Isstvan V, una batalla brutal donde las cuatro legiones traidoras ya posicionadas, y con la ayuda de cuatro legiones más, que aparecen más tarde, los Amos de la Noche, los Guerreros de Hierro, los Portadores de la Palabra y la Legión Alfa, bajo el liderazgo de los primarcas Konrad Curze, Perturabo, Lorgar Aureliano y Alpharius respectivamente, con órdenes de Terra para destruir al traidor, y que por sorpresa de Ferrus, Vulkan y Corax descubren que en vez de recibir ayuda, también han traicionado al Emperador, menguan hasta casi la total extinción las tres legiones leales, dejando a un Ferrus Manus decapitado por Fulgrim, éste ya casi consumido totalmente por las fuerzas del Caos, un Corax casi muerto que huye del campo de batalla con lo poco que le queda de su legión, y un Vulkan que, dado por desaparecido por sus marines, es atrapado y encarcelado por Konrad Curze.
Pero... ¿dónde estaban los ángeles oscuros, los ángeles sangrientos, los lobos espaciales, los mil hijos, los puños imperiales, los ultramarines y los cicatrices blancas? Horus Lupercal, considerado como uno de los mejores estrategas de todos los tiempos, lo tuvo todo muy bien planeado.

## Historial de publicaciones
Novelas de La Herejía de Horus publicadas en español y su fecha de publicación por la editorial Timunmas:
| #  | Título                                                    | Autor                | Fecha de publicación en España | Fecha de publicación original en inglés |
| -- | --------------------------------------------------------- | -------------------- | ------------------------------ | --------------------------------------- |
| 1  | HORUS, SEÑOR DE LA GUERRA Las semillas de la herejía      | Dan Abnett           | Octubre de 2006                | Abril de 2006                           |
| 2  | FALSOS DIOSES Las raíces de la herejía                    | Graham McNeill       | Marzo de 2007                  | Junio de 2006                           |
| 3  | LA GALAXIA EN LLAMAS La herejía revelada                  | Ben Counter          | Septiembre de 2007             | Octubre de 2006                         |
| 4  | LA HUIDA DE LA EISENSTEIN La herejía se extiende          | James Swallow        | Enero de 2008                  | Marzo de 2007                           |
| 5  | FULGRIM Visiones de la traición                           | Graham McNeill       | Septiembre de 2008             | Julio de 2007                           |
| 6  | EL DESCENSO DE LOS ÁNGELES Lealtad y honor                | Mitchel Scanlon      | Noviembre de 2008              | Octubre de 2007                         |
| 7  | LEGIÓN Secretos y mentiras                                | Dan Abnett           | Marzo de 2009                  | Marzo de 2008                           |
| 8  | BATALLA POR EL ABISMO Mi hermano, mi enemigo              | Ben Counter          | Junio de 2009                  | Agosto de 2008                          |
| 9  | MECHANICUM La guerra estalla en Marte                     | Graham McNeill       | Noviembre de 2009              | Diciembre de 2008                       |
| 10 | CUENTOS DE LA HEREJÍA                                     | [Varios]             | Noviembre de 2009              | Abril de 2009                           |
| 11 | LOS ÁNGELES CAÍDOS Engaño y traición                      | Mike Lee             | Enero de 2010                  | Julio de 2009                           |
| 12 | LOS MIL HIJOS Todo acaba en cenizas                       | Graham McNeill       | Septiembre de 2010             | Marzo de 2010                           |
| 13 | NÉMESIS La guerra en la sombra                            | James Swallow        | Febrero de 2011                | Agosto de 2010                          |
| 14 | EL PRIMER HEREJE La caída en el Caos                      | Aaron Dembski-Bowden | Junio de 2011                  | Noviembre de 2010                       |
| 15 | PROSPERO EN LLAMAS Los lobos atacan                       | Dan Abnett           | Septiembre de 2011             | Enero de 2011                           |
| 16 | LA ERA DE LA OSCURIDAD                                    | [Varios]             | Noviembre de 2011              | Mayo de 2011                            |
| 17 | LOS MUERTOS EXILIADOS La verdad se esconde en el interior | Graham McNeill       | Marzo de 2012                  | Noviembre de 2011                       |
| 18 | EL ASEDIO DE DELIVERANCE Fantasmas de Terra               | Gav Thorpe           | Junio de 2012                  | Enero de 2012                           |
| 19 | LA BATALLA DE CALTH Y no conocerán el miedo               | Dan Abnett           | Octubre de 2012                | Febrero de 2012                         |
| 20 | LOS PRIMARCAS                                             | [Varios]             | Enero de 2013                  | Mayo de 2012                            |

A comienzos de 2013 surgió el rumor de que Timun Mas no había renovado la licencia de explotación de las novelas. Esto no fue admitido ni desmentido de manera oficial por Timun Mas, aunque Black Library sí lo comentó abiertamente, tal como recogen numerosos foros españoles especializados. A finales de 2013 se confirmó la negativa de Black Library a renovar los derechos en español de sus novelas, por lo que esta serie y el resto de publicaciones quedan en un hiato indefinido hasta que la compañía cambie de decisión.
En marzo de 2016, Timun Mas volvió a reeditar los primeros 20 libros de la saga, y a día de hoy, continúan traduciendo y publicando la serie en curso.
En septiembre de 2017 se dio a conocer una noticia que parecía imposible que llegara algún día: El Asedio de Terra. Todo el equipo encargado se reunió para planear el final de esta gran saga, aunque se desconoce cuantas novelas puedan suponer el descomunal desenlace.
A continuación vemos los siguientes títulos que se van publicando con su fecha correspondiente , además de los títulos ya publicados en su versión original: 
| #  | Título                                           | Autor                | Fecha de publicación en España | Fecha de publicación original |
| -- | ------------------------------------------------ | -------------------- | ------------------------------ | ----------------------------- |
| 21 | SIGNUS PRIME El ángel caído                      | James Swallow        | Marzo de 2016                  | Agosto de 2012                |
| 22 | SOMBRAS DE TRAICION                              | [Varios]             | Mayo de 2016                   | Septiembre de 2012            |
| 23 | ANGEL EXTERMINATUS Sangre y hierro               | Graham McNeill       | Mayo de 2016                   | Enero de 2013                 |
| 24 | TRAIDOR Sangre para el Dios de la sangre         | Aaron Dembski-Bowden | Septiembre de 2016             | Marzo de 2013                 |
| 25 | LA MARCA DE CALTH                                | [Varios]             | Septiembre de 2016             | Abril de 2013                 |
| 26 | VULKAN VIVE Hacia el yunque de la guerra         | Nick Kyme            | Octubre de 2016                | Agosto de 2013                |
| 27 | EL IMPERIO OLVIDADO Una luz en la oscuridad      | Dan Abnett           | Noviembre de 2016              | Enero de 2014                 |
| 28 | CICATRICES La legión dividida                    | Chris Wraight        | Enero de 2017                  | Abril de 2014                 |
| 29 | ESPIRITU VENGATIVO La batalla de Molech          | Graham McNeill       | Enero de 2017                  | Mayo de 2014                  |
| 30 | LA CONDENACION DE PYTHOS Rasgando el velo        | David Annandale      | Mayo de 2017                   | Noviembre de 2014             |
| 31 | LEGADOS DE TRAICION Que arda la galaxia          | [Varios]             | Octubre de 2017                | Febrero de 2015               |
| 32 | FUEGO LETAL Dentro de la Tormenta de Ruina       | Nick Kyme            | Enero de 2018                  | Noviembre de 2015             |
| 33 | LA GUERRA SIN FIN La herejía engendra el castigo | [Varios]             | Septiembre de 2018             | Enero de 2016                 |
| 34 | PHAROS El ocaso de la luz                        | Guy Haley            | Octubre de 2018                | Febrero de 2016               |
| 35 | EL OJO DE TERRA                                  | [Varios]             | Octubre de 2018                | Marzo de 2016                 |
| 36 | El SENDERO DEL CIELO Resistiendo a la Tormenta   | Chris Wraight        | Enero de 2019                  | Abril de 2016                 |
| 37 | LA GUERRA SILENCIOSA                             | [Varios]             | Marzo de 2019                  | Mayo de 2016                  |
| 38 | ANGELES DE CALIBAN Emperadores y esclavos        | Gav Thorpe           | Mayo de 2019                   | Junio de 2016                 |
| 39 | PRETORIANO DE DORN De Alfa a Omega               | John French          | Junio de 2019                  | Agosto de 2016                |
| 40 | CORAX Nunca más                                  | Gav Thorpe           | Septiembre de 2019             | Octubre de 2016               |
| 41 | EL SEÑOR DE LA HUMANIDAD Guerra en la Telaraña   | Aaron Dembski-Bowden | Noviembre de 2019              | Diciembre de 2016             |
| 42 | GARRO Arma del Destino                           | James Swallow        | Mayo de 2020                   | Febrero de 2017               |
| 43 | LEGIONES QUEBRADAS                               | [Varios]             | Julio de 2020                  | Abril de 2017                 |
| 44 | EL REY CARMESÍ Un Alma Dividida                  | Graham McNeill       | Septtiembre de 2020            | Junio de 2017                 |
| 45 | TALLARN Guerra por un Mundo Muerto               | John French          | Noviembre de 2020              | Agosto de 2017                |
| 46 | TORMENTA DE RUINA Destiny unwritten...           | David Annandale      | Julio de 2021                  | Octubre de 2017               |
| 47 | VIEJA TIERRA To the Gates of Terra               | Nick Kyme            | Julio de 2021                  | Diciembre de 2017             |
| 48 | EL PESO DE LA LEALTAD                            | [Varios]             | Octubre de 2021                | Febrero de 2018               |
| 49 | LA PERDICIÓN DEL LOBO The wyrd spear cast        | Guy Haley            | Febrero de 2022                | Mayo de 2018                  |
| 50 | NACIDOS DEL FUEGO The Hammer and the Anvil       | Nick Kyme            | Febrero de 2022                | Junio de 2018                 |
| 51 | ESCLAVOS DE LA OSCURIDAD Chaos undivided         | John French          | Marzo de 2022                  | Agosto de 2018                |
| 52 | HERALDOS DEL ASEDIO                              | [Varios]             | Mayo de 2022                   | Octubre de 2018               |
| 53 | MUERTE TITÁNICA The God-Machines cometh          | Guy Haley            | Octubre de 2022                | Diciembre de 2018             |
| 54 | LA DAGA ENTERRADA Doom of the Death Guard        | James Swallow        | Noviembre de 2022              | Febrero de 2019               |

El quincuagésimo cuarto libro es el último, pero no el final de la saga. Todo el equipo encargado nos muestra a partir de ahora la etapa final de esta cruel guerra, llamado El Asedio de Terra. Han decidido que el siguiente libro y todos lo demás que le sigan hasta el final, tengan escrito en la portada "The Horus Heresy: Siege of Terra". Por lo tanto, el primer libro de este desenlace, y a la vez, el siguiente en la saga, ya no es el quincuagésimo quinto libro, sino que vuelve a ser el primero.
A continuación vemos los siguientes títulos que se van publicando con su fecha correspondiente, además de los títulos ya publicados en su versión original:
| #  | Título                  | Autor       | Fecha de publicación en España | Fecha de publicación original |
| -- | ----------------------- | ----------- | ------------------------------ | ----------------------------- |
| 01 | The Solar War           | John French | Abril 2023                     | Mayo de 2019                  |
| 02 | The Lost and the Damned | Guy Haley   | Noviembre 2023                 | Octubre de 2019               |
| 03 | The First Wall          | Gav Thorpe  | Marzo 2024                     | Marzo de 2020                 |
| 04 | Saturnine               | Dan Abnett  |                                | Junio de 2020                 |

## Arcos de la historia
La Herejía de Horus implica a muchísimos personajes en muchos lugares con muchas guerras durante muchos años. Es tan grande la extensión de la historia que los autores han decidido crear una serie bastante compleja compuesta por novelas que, aunque sí es verdad que mantienen una línea temporal de principio a fin, no mantienen relación una detrás de otra. Solamente las tres primeras novelas se consideran la trilogía principal de la serie. A partir de ahí, es donde las novelas van saltando de un lado a otro para cubrir todos los detalles de la trama, narrando historias independientes con finales abiertos, en el cual, la historia de una novela pueda estar ocurriendo antes, durante o después que la historia de la siguiente novela, y posteriormente, encontrarnos con otras novelas que cuenten historias relacionadas con anteriores novelas, creando así varios arcos narrativos. También nos encontraremos con algunas novelas presentadas en forma de antologías, donde veremos relatos cortos, dando detalles de personajes, lugares, acciones, etc., pero situando cada relato en diferentes momentos temporales durante la herejía, o, en una misma antología una recopilación de relatos unidos entre sí para crear una sola historia, que a su vez, pertenezca a uno de los arcos narrativos, o a varios.
A continuación, se enumerará las novelas pertenecientes en mayor o menor medida a cada legión, legiones, personajes y posibles conexiones:

### Legión I: ÁNGELES OSCUROS
Novelas 6, 11, 38 y 46

### Legión III: HIJOS DEL EMPERADOR
Novelas 5, 23, 36 y 51

### Legión IV: GUERREROS DE HIERRO
Novelas 23 y 45

### Legión V: CICATRICES BLANCAS
Novelas 28 y 36

### Legión VI: LOBOS ESPACIALES
Novelas 12, 15, 28 y 49

### Legión VII: PUÑOS IMPERIALES
Novela 39

### Legión VIII: AMOS DE LA NOCHE
Novelas 26, 27, 34 y 38

### Legión IX: ÁNGELES SANGRIENTOS
Novelas 21, 27, 38 y 46

### Legión X: MANOS DE HIERRO
Novelas 23 y 30

### Legión XII: PERROS DE LA GUERRA => DEVORADORES DE MUNDOS
Novelas 24 y 51

### Legión XIII: ULTRAMARINES
Novelas 19, 24, 25, 27, 34, 38 y 46

### Legión XIV: INCURSORES DEL CREPÚSCULO => GUARDIA DE LA MUERTE
Novelas 4, 36 y 54

### Legión XV: MIL HIJOS
Novelas 12, 15 y 44

### Legión XVI: LOBOS LUNARES => HIJOS DE HORUS => LEGIÓN NEGRA
Novelas 1, 2, 3, 29, 49 y 51

### Legión XVII: PORTADORES DE LA PALABRA
Novelas 8, 14, 19, 24, 25 y 51

### Legión XVIII: SALAMANDRAS
Novelas 26, 27, 32 y 47

### Legión XIX: GUARDIA DEL CUERVO
Novelas 18 y 40

### Legión XX: LEGIÓN ALFA
Novelas 7 y 39

### "Mechanicum / Collegia Titanica"
Novelas 9 y 53

### "Emperador / Custodios / Hermanas del Silencio"
Novela 41

### "Nathaniel Garro / Caballeros Errantes"
Novelas 4, 17, 29, 42, 44 y 54

### "Officio Assassinorum"
Novelas 13 y 42

## Sinopsis de las novelas

### 01. HORUS, SEÑOR DE LA GUERRA: las semillas de la herejía
Estamos en el trigésimo primer milenio. Bajo la benévola autoridad del Emperador Inmortal, el Imperio de la Humanidad se ha extendido por la galaxia en una era dorada de descubrimientos y conquistas. Pero ahora, en la víspera de la victoria, el Emperador deja el frente y confía la Gran Cruzada a su hijo favorito, Horus. Ascendido a señor de la guerra, ¿podrá el idealista Horus llevar a cabo el grandioso plan del Emperador, o acaso este ascenso sembrará las semillas de la herejía entre sus hermanos?
El libro se divide en tres partes: 1) Los engañados. 2) La hermandad en el país de la arañas. 3) El espantoso sagitarium.

### 02. FALSOS DIOSES: las raíces de la herejía
La Gran Cruzada que ha llevado a los hombres a través de las estrellas continúa. El Emperador de la Humanidad ha entregado el mando a su hijo favorito, el señor de la guerra Horus. Sin embargo, no todo va bien en los ejércitos del Imperio. Horus todavía sigue sufriendo los celos y el resentimiento de sus hermanos primarcas, y además, cuando resulte herido en combate en el planeta Davin, deberá enfrentarse a sus propios demonios interiores. Ante todas las tentaciones que el Caos le ofrece, ¿podrá el debilitado Horus resistirse?
El libro se divide en cuatro partes: 1) El traidor. 2) Luna de plaga. 3) La casa de los falsos dioses. 4) El final de la cruzada.

### 03. LA GALAXIA EN LLAMAS: la herejía revelada
El señor de la guerra Horus se ha recuperado de sus terribles heridas y encabeza a las triunfantes fuerzas imperiales contra el mundo rebelde de Isstvan III. Sin embargo, aunque los rebeldes son aplastados con rapidez, la traición de Horus queda revelada cuando ordena que arrasen el planeta con bombas víricas y los marines espaciales se vuelven contra sus hermanos de batalla en un combate de inimaginable ferocidad.
El libro se divide en tres partes: 1) Cuchillos largos. 2) La ciudad coral. 3) Hermanos.

### 04. LA HUIDA DE LA EISENSTEIN: la herejía se extiende
Después de ser testigo de la tremenda matanza sufrida por las fuerzas imperiales en Isstvan III, el capitán Garro de la Guardia de la Muerte se apodera de una nave y pone rumbo hacia Terra para advertir al Emperador de la traición de Horus. Sin embargo, la fugitiva Eisenstein resulta dañada por los disparos enemigos y queda a la deriva en el espacio disforme, los dominios de los Poderes Siniestros. ¿Podrán Garro y sus guerreros sobrevivir al Caos y llevar su advertencia hasta el Emperador antes de que los planes de Horus se cumplan?
El libro se divide en tres partes: 1) La estrella cegada. 2) Un juramento roto. 3) Indemne.

### 05. FULGRIM: visiones de la traición
Estamos en el trigésimo primer milenio, y la humanidad se encuentra en la cima de su poder. La Gran Cruzada, bajo la dirección del señor de la guerra Horus, continúa su marcha imparable. Mientras tanto, Fulgrim, primarca de los Hijos del Emperador, dirige a sus guerreros a un combate contra unos viles enemigos alienígenas. De la sangre derramada en esta campaña surgirá la semilla que conducirá a esta orgullosa legión a la traición y los llevará al más siniestro de los caminos de la corrupción.
El libro se divide en cinco partes: 1) El guerrero perfecto. 2) El fénix y la gorgona. 3) Visiones de traición. 4) El umbral. 5) El último fénix.

### 06. EL DESCENSO DE LOS ÁNGELES: lealtad y honor
El Emperador se reúne con uno de sus hijos perdidos, el primarca Lion El´Jonson, cuando la flota imperial redescubre el planeta Caliban. En el momento que los Ángeles Oscuros, tanto los nuevos como los antiguos, se unen a la Gran Cruzada, se pone en marcha una cadena de acontecimientos que cambiarán para siempre Caliban, a sus habitantes y a la legión.
El libro se divide en cuatro partes: 1) Caliban. 2) La bestia. 3) Imperio. 4) La cruzada.

### 07. LEGIÓN: secretos y mentiras
Se avecina una gran guerra, un enfrentamiento que devorará al Imperio de la Humanidad. Los marines espaciales de la Legión Alfa, la última y más hermética de toda la hermandad de los Adeptus Astartes, llegan a un mundo enemigo para apoyar al Ejército Imperial en su campaña de pacificación y en su lucha contra unas fuerzas enigmáticas y sobrenaturales. Pero, ¿qué es lo que impulsa los actos de la Legión Alfa? ¿Se puede confiar en ellos? ¿Qué bando escogerán cuando comience la Gran Guerra?
El libro se divide en dos partes: 1) Verano reptiliano. 2) El lugar de paso.

### 08. BATALLA POR EL ABISMO: mi hermano, mi enemigo
La traición de Horus ya es conocida por todos, y ha llegado el momento de que sean puestos a prueba. Cuando el Señor de la Guerra despliega abiertamente sus fuerzas, llega a conocimiento de los Astartes leales que los Portadores de la Palabra han enviado una flota contra Ultramar, el hogar de los Ultramarines. A menos que logren interceptarla y destruirla, es muy posible que los Ultramarines sufran un daño del que jamás sean capaces de recuperarse.

### 09. MECHANICUM: la guerra estalla en marte
Las llamas de la traición se extienden por todo el Imperio. Horus moviliza a todas las fuerzas que le son leales y planea sublevar o destruir a todas aquellas que se atrevan a enfrentarse a él. Se está librando una batalla por el corazón y el alma de todas las fuerzas imperiales: los Astartes, el Ejército Imperial, las legiones de titanes, y muchas más.
El libro se divide en tres partes:

### 10. CUENTOS DE LA HEREJÍA
Estamos en el trigésimo primer milenio y la raza humana se ha diseminado por toda la galaxia. Cuando Horus, Señor de la Guerra, se rebeló contra el Emperador, la subsiguiente guerra civil estuvo a punto de destrozar el Imperio. La guerra desgarró los mundos y enfrentó a los Astartes contra sus hermanos de batalla en una lucha donde la muerte fue la única en salir victoriosa. Esta edición recoge relatos de heroísmo y tragedia que tuvieron lugar durante esta época turbulenta. Son los siguientes:
Juegos de sangre - Lobos a las puertas - Peones de la Tormenta - La voz - La llamada de Lion - La última Iglesia - Después de Desh'ea

### 11. LOS ANGELES CAÍDOS: engaño y traición
La Gran Cruzada parece haber alcanzado un punto muerto durante el cual los primarcas y sus legiones deciden de qué lado descansará su lealtad, si del lado del Emperador o del lado de Horus el señor de la Guerra.
Los Ángeles Oscuros serán puestos a prueba tanto en el espacio exterior como en su propia patria, Caliban. Mientras su planeta se esfuerza por liberarse del gobierno de las leyes del Imperio, una guerra civil estalla en su interior. Las esperanzas están puestas en Los Ángeles Oscuros que se verán inmersos en un sangriento conflicto en el que todo lo que conocen y en lo que confían quedará en entredicho.

### 12. LOS MIL HIJOS: todo acaba en cenizas
La Gran Cruzada vive un momento decisivo y los Mil Hijos luchan con entrega y lealtad. Sin embargo, el Imperio recela de la Legión de Magnus el Rojo a causa de sus métodos arcanos. Temido por aquellos a quienes ha jurado proteger, Magnus es llamado al planeta Nikaea para defenderse de las acusaciones de brujería. No obstante, cuando el desventurado primarca tiene visiones que predicen la traición de Horus, decide avisar al Emperador mediante poderes prohibidos, y el Señor de la Humanidad envía a Leman Russ, primarca de los Lobos Espaciales, a atacar Próspero, el planeta de los Mil Hijos. Pero Magnus ha visto más allá de la traición del Señor de la Guerra y estas revelaciones decidirán el destino de su Legión para siempre.

### 13. Némesis
Dos años después de la horrorosa matanza de Isstvan V, Horus le declara abiertamente la guerra al Imperio. Pero en las sombras del Palacio del Emperador un grupo de sujetos poderosos se reúne. Su plan es enviar un equipo de asesinos que ejecute al Architraidor Horus y así acabar con la guerra por el dominio de la galaxia antes de que ni siquiera comience. Lo que no saben es que Horus y sus aliados ya han iniciado su propio plan, igual de siniestro, para acabar con el Emperador.

### 14. El primer hereje
En medio de la guerra galáctica que supone la Gran Cruzada, el Emperador desaprueba el culto que le rinden los Portadores de la Palabra. Angustiados por semejante reproche, Lorgar y su legión emprenden un nuevo camino y arrasan un planeta tras otro.
Aunque lo que realmente buscan es iluminar el Imperio, la corrupción del Caos se apodera de ellos y comienza su camino hacia la maldición. Sin que los Portadores de la Palabra lo sepan, su búsqueda de la verdad alberga las mismísimas raíces de la herejía…

### 15. Próspero en llamas
El Emperador está furioso. Magnus el Rojo, primarca de la legión de los Mil Hijos, ha cometido un error de proporciones catastróficas y ha puesto en peligro a la propia Terra. Al Señor de la Humanidad no le queda más remedio que encargarle al primarca de los Lobos Espaciales, Leman Russ, la misión de apresar a su hermano en el planeta Próspero, el lugar de origen de los Mil Hijos. 
No será fácil someter al Planeta de los Hechiceros a la voluntad del Emperador, pero tampoco detener a Russ y a sus Lobos Espaciales. Con el corazón poseído por la ira, el Rey Lobo está decidido a llevar a Magnus ante la justicia del Emperador. Los acontecimientos que decidirán el destino de Próspero se desatan.

### 16. La era de la oscuridad
La Era de la Oscuridad nos narra una serie de historias acontecidas después de la traición de Isstvan V. Horus comienza su campaña contra el Emperador, una guerra a escala galáctica que tiene como objetivo final Terra. Pero el camino que lleva al enfrentamiento entre padre e hijo es muy largo: siete años llenos de secretos y de silencios, de planes y de proyectos. Los años más oscuros de la Herejía de Horus están a punto de ser desvelados.

### 17. Los Muertos Exiliados
La galaxia arde envuelta en llamas. Los primarcas leales al Emperador se preparan para enfrentarse al Señor de la Guerra Horus y a las legiones traidoras en la arena negra de Isstvan. Una época tan oscura sólo puede ser el anuncio de nuevos sucesos terribles que están por ocurrir. El astrópata Kai Zulane descubre sin querer un secreto capaz de alterar el rumbo de la guerra, y tiene que huir.
Se lanza junto a una misteriosa banda de renegados al letal submundo de Terra, donde aquellos en los que antaño confiaba le dan caza como si fuera un criminal. Ante la traición, Kai debe decidir a quién jurará lealtad, y si enterrar o no para siempre algunas verdades.

### 18. El Asedio de Deliverance
Corax y los pocos guerreros supervivientes de la Guardia del Cuervo escapan de la matanza de Isstvan V mientras la Herejía de Horus divide al Imperio. Los castigados marines espaciales se recuperan de sus heridas y se esfuerzan por volver al combate cuanto antes. Corax, regresa destrozado a Terra en busca de la ayuda de su padre, el Emperador de la Humanidad. Éste le revela un antiguo secreto, y así Corax comienza la reconstrucción de la Guardia del Cuervo y planea la venganza contra sus traicioneros hermanos primarcas. Pero la misteriosa Legión Alfa ha conseguido infiltrarse entre los supervivientes y pretende destruir la Guardia del Cuervo antes de que pueda recuperarse y amenazar los planes de Horus.

### 19. La Batalla de Calth
Sin saber la extensión de la Herejía, Roboute Guilliman cumple las órdenes cada vez más crípticas del Señor de la Guerra y regresa a Ultramar para reclutar a su legión y combatir a los orkos que se reúnen en el sistema Veridian. Sin previo aviso, los supuestos aliados de la legión de los Portadores de la Palabra invaden Calth, donde dispersan la flota de los Ultramarines y aniquilan a todos los que se encuentran en su camino. Guilliman confirma sus peores sospechas: Lorgar está decidido a acabar de una vez por todas con la terrible rivalidad que hay entre ellos. Y cuando los traidores invocan a las infectas hordas de demonios y a todas las fuerzas del Caos, los Ultramarines se ven abocados a una lucha en la que ninguno de los bandos podrá vencer.

### 20. Los primarcas
Creados a imagen y semejanza del Emperador, los Primarcas se creyeron los príncipes del universo durante mucho tiempo. Dirigieron a las legiones de Marines Espaciales en una gloriosa conquista de la galaxia, y ningún enemigo del imperio fue capaz de resistírseles. Pero incluido en el seno de una hermandad tan legendaria, las semillas de la discordia han sido sembradas hace tiempo, mucho antes de que el traicionero Señor de la Guerra, Horus, proclamase su gran herejía.

### 21. Signus Prime
Desde los comienzos de la Gran Cruzada, Sanguinius, el angélico Primarca de la IX Legión, fue uno de los más leales y cercanos aliados de Horus. Pero los Ángeles Sangrientos llevan mucho tiempo ocultando su naturaleza secreta al resto del Imperio, y cuando el Señor de la Guerra deja caer que su salvación podría encontrarse en las ruinas de un mundo conquistado, los hijos de Sanguinius caen en la trampa y se dirigen a él a toda prisa. Ahora, cuando se hace evidente la mano del traidor, los Ángeles Sangrientos deben enfrentarse a los ejércitos del Caos, surgidos de la Disformidad, y a sus propios demonios personales, en las desoladas llanuras de Signus Prime.

### 22. Sombras de traición
Desde los campos de batalla de Phall e Isstvan hasta las sombras de la propia Terra, la mayor guerra de la historia de la humanidad se recrudece. Mientras las legiones traidoras continúan aterrorizando la galaxia, la defensa del Palacio Imperial se prepara. El inevitable encuentro final entre Horus y el Emperador cada vez está más cerca.

### 23. Angel Exterminatus
Perturabo, el maestro de los asedios y el aniquilador de Olympia, ha estado largo tiempo a la sombra de sus otros hermanos primarcas, frustrado por las obligaciones cotidianas e ignominiosas que suelen ser responsabilidad de la IV Legión. Cuando Fulgrim le ofrece la oportunidad de dirigir una expedición para buscar armamento antiguo y perdido de los xenos, los Guerreros de Hierro y los Hijos del Emperador se unen para adentrarse en el corazón del enorme torbellino de estrellas que acecha los sueños de Perturabo. Perseguidos por los supervivientes vengativos de Isstvan V y por los retornados de un mundo Eldar extinto, deben darse prisa si quieren liberar el poder devastador del Angel Exterminatus.

### 24. Traidor
La Cruzada de las Sombras ha comenzado. Mientras los Ultramarines se tambalean tras el ataque sorpresa de Kor Phaeron en Calth, Lorgar dirige al resto de los Portadores de la Palabra al corazón del reino de Ultramar. Sus dudosos aliados, Angron y los Devoradores de Mundos, aparentemente ciegos al auténtico objetivo de la misión, prefieren seguir saqueando cada nueva civilización que encuentran. Pero Lorgar, que en otro tiempo hubiera castigado a su hermano descarriado, ahora solo parece alentar el frenético derramamiento de sangre. Arderán mundos, las legiones se enfrentarán y un Primarca caerá... El destino de toda la galaxia pende de un hilo.

### 25. La marca de Calth
La Herejía ha llegado a Calth sin avisar. En pocas horas de combate, los orgullosos guerreros de la XIII Legión, los Ultramarines de Guilliman, fueron aplastados por la traición de sus otrora hermanos de la XVII. Ahora, con el planeta a merced de las erupciones solares de la estrella herida de Veridian, los supervivientes deben enfrentarse a los Portadores de la Palabra restantes y a sus impíos aliados o a un destino fatal en los sombríos refugios arqueológicos que hay bajo la superficie del planeta.

### 26. Vulkan vive
Después de la masacre de Isstvan V, los supervivientes de la legión de los Salamandras buscan sin éxito a su primarca caído sin saber que, aunque desearía estar muerto, Vulkan aún vive… y se pudre en una celda para diversión de su cruel carcelero, su hermano Konrad Curze. Mientras sufre las numerosas e infernales torturas diseñadas para quebrar su cuerpo y espíritu, Vulkan es testigo de hasta dónde puede llegar la depravación del Acechante Nocturno y descubre algo que podría cambiar el curso de la guerra.

### 27. El imperio olvidado
En la Franja Este, el reino de Ultramar resiste en solitario. Tras sufrir el ataque de los Portadores de la Palabra en Calth y la subsiguiente Cruzada de las Sombras contra los Quinientos Mundos, el primarca de los Ultramarines, Roboute Guilliman, llama a todas las fuerzas leales a Macragge con la visión de un nuevo futuro para la humanidad. La creciente llegada de fugitivos de la guerra que ya ha envuelto al resto de la galaxia hace imposible distinguir entre amigos y enemigos. Aislado de Terra por temibles tormentas disformes, ¿planea Guilliman llevar a cabo un pulso de poder para rivalizar incluso con el Señor de la Guerra renegado Horus?

### 28. Cicatrices
De todas las Legiones Astartes, los Cicatrices Blancas de Jaghatai Khan siguen siendo los más enigmáticos y escurridizos. Nacidos en una civilización que premia el honor, la velocidad y una lealtad absoluta, sigue sin estar claro de qué lado se decantan a pesar de que la galaxia está siendo destruida por la traición de Horus y de que ambos bandos cuentan con ellos entre sus potenciales aliados en la guerra que está por venir. Sin embargo, cuando la Legión Alpha  lance un ataque simultáneo e inexplicable contra los Cicatrices Blancas y los Lobos Espaciales, Khan deberá decidir de una vez por todas si apoyará al emperador, al señor de la guerra… o a ninguno de ellos.

### 29. Espíritu vengativo
Mientras los aliados de Horus libran batallas en mil frentes diferentes, la XVI Legion desciende sobre el Mundo Caballero de Molech, uno de los principales baluartes del Ejército Imperial. Las fuerzas leales al Emperador se preparan para hacer frente al Señor de la Guerra, pero ¿qué puede haber llevado a Horus a atacar un planeta tan bien defendido y qué estará dispuesto a sacrificar para cumplir su oscuro destino?

### 30. La condenación de Pythos
Tras el desastre de la Masacre del Desembarco de Isstvan V, un ejército maltrecho y menguado de los Manos de Hierro, la Guardia del Cuervo y Salamandras se reagrupa en un mundo muerto aparentemente insignificante. Mientras rechazan los ataques de toda clase de criaturas monstruosas, estos aliados a regañadientes hallan la esperanza en los refugiados humanos que huyen de la creciente guerra y han quedado a la deriva en las mareas de la disformidad. Pero mientras los Marines Espaciales crean un refugio en las junglas de Pythos, aparece una oscuridad que amenaza con consumirlos a todos.

### 31. Legados de traición
De los mayores conflictos surgen los verdaderos héroes. Con la galaxia en llamas y una guerra de inimaginable magnitud arrasando el Imperio, los defensores de la luz y de la oscuridad se aventuran en innumerables campos de batalla al servicio de sus capitanes. No buscan fama o riqueza, sino enfrentarse a su destino.

### 32. Fuego Letal
Aunque Vulkan permanece en estasis bajo la Fortaleza de Hera, muchos de sus hijos se niegan a creer que esté realmente muerto. Después de un rescate casi milagroso por parte de los Ultramarines, Artellus Numeon, antiguo capitán de la Guardia Pira, insta a los otros Salamandras de Macragge a abandonar el Imperium Secundus y devolver el cuerpo de su Primarca al mundo natal de Nocturne, donde renacerá en las llamas del Monte del Fuego Letal. 
Pero las dudas y temores por el futuro de la Legión no dejan de acosar a Numeon. Mientras tanto, sus enemigos tratan de hacerse con nuevos destinos…

### 33. La guerra sin fin
La visión del Emperador de una humanidad en su cénit se ha desmoronado. La Gran Cruzada ya no es sino un recuerdo lejano. El sueño de la Unidad se ha desvanecido. Pero ahora que la rebelión de Horus se extiende a todos los rincones del Imperio y la guerra devora mundos y sistemas nuevos casi a diario, hay quienes se preguntan: ¿acaso las señales estaban ante nuestros ojos desde el principio?

### 34. Pharos
Con el noble emperador Sanguinius gobernando desde Macragge, el Imperium Secundus se erige como un faro de esperanza solitario aun cuando las fuerzas del Señor de la Guerra continúan asolando el resto de la galaxia. Roboute Guilliman, todavía señor de Ultramar, ha convencido a su hermano de que Terra ha sucumbido y de que el misterioso Monte Pharos, ubicado en Sotha, es ahora la clave del futuro de la humanidad. No obstante, los Señores de la Noche, los hijos crueles y despiadados de Konrad Curze, han estado vigilando desde las sombras y se han estado preparando para lanzar un ataque largo tiempo planeado sobre el mismísimo Pharos…

### 35. El ojo de Terra
La galaxia arde bajo el mando de Horus y a cada instante que pasa se pierden un billón de vidas más, pero no siempre fue así. Tiempo ha, el título de Señor de la Guerra era sinónimo de honor, de lealtad y de máximo orgullo entre las fuerzas de las legiones de los Marines Espaciales. Pero tal vez, si seguimos las infinitas líneas del destino y la resistencia ya tejidas en torno a los primarcas y a sus hijos, podamos llegar a comprender el rencor que puede corroer hasta el alma más férrea...

### 36. El Sendero del Cielo
Durante mucho tiempo, la V Legión se extendió por todo el imperio, ignorando la rebelión del Señor de la Guerra y la contienda que inevitablemente siguió. Cuando su primarca, Jaghatai Khan, se había asegurado de que la senda ante ellos era justa y verdadera, los Cicatrices Blancas eligieron un bando, llevando la lucha a los traidores en todos los frentes.
Pero, cuatro años después, el espíritu desenfrenado de la Legión se ha visto interrumpido por una implacable guerra contra la Guardia de la Muerte y los Hijos del Emperador: los Cazadores de tormentas del Khan deben encontrar una ruta clara hacia Terra si quieren participar en la apocalíptica batalla final.

### 37. La Guerra Silenciosa
Mientras las fuerzas leales y traidoras se enfrentan en mil campos de batalla a través de toda la galaxia, en las sombras se está librando una guerra muy distinta: una guerra de audacia y evasión desconocida para muchos, pero que seguramente será la clave de la victoria para ambos bandos. Rogal Dorn y su legión se preparan para defender el Sistema Solar de los ejércitos del Señor de la Guerra Horus, al mismo tiempo que Malcador el Sigilita encarga a sus numerosos agentes y espías misiones de la más alta confidencialidad. El futuro del Imperio está siendo moldeado por manos invisibles...

### 38. Ángeles de Caliban
Con los Ángeles Oscuros esparcidos por un centenar de sistemas, el primarca Lion El’Jonson se alza como señor protector de Ultramar… aunque sus verdaderos motivos solo los conocen unos pocos, y las viejas rivalidades de su mundo natal amenazan con partir la legión en dos.
Sin embargo, cuando reciben noticias del ataque de los Amos de la Noche a Sotha, los brutales actos del León sitúan el Imperium Secundus de nuevo al borde de la guerra civil. Ni siquiera los guerreros más temibles de la compañía de la Deathwing, ni tampoco los secretos arcanos de la Orden, pueden garantizar la victoria si él mismo se opone a sus hermanos leales.

### 39. Pretoriano de Dorn
Al ser retirados de la Gran Cruzada tras lo ocurrido en Ullanor, Rogal Don y la VII Legión fueron nombrados pretorianos del Emperador… pero solo fue después de conocerse la traición del señor de la guerra cuando se puso de manifiesto la verdadera magnitud de este deber sagrado.
Ahora, el Sistema Solar ha sido atacado por primera vez desde que la guerra comenzó, y muchas de las defensas aparentemente impenetrables que habían forjado los Puños Imperiales han demostrado ser insuficientes. Con todas las miradas puestas sobre la nueva amenaza que aguarda tras las puertas de Terra, ¿quién protegerá a Dorn del enemigo que se esconde entre sus filas? .

### 40. Corax
Después de Isstvan, después de Deliverance, la Guardia del Cuervo todavía resiste. Su primarca, Corvus Corax, ha reunido a incontables guerreros bajo su estandarte y contraataca a las fuerzas del Señor de la Guerra en todos los frentes: de los degenerados hereteks del Mechanicum a los crueles legionarios de los Hijos de Horus, nadie escapará de su ira.
Sin embargo, aunque Corax ha logrado detener la corrupción física de sus Marines Espaciales, ¿qué hay de sus almas? ¿Qué siniestro final aguardará a aquellos que caminen para siempre en la oscuridad?

### 41. El Señor de la Humanidad
Mientras la rebelión de Horus ruge por toda la galaxia, se libra una guerra muy distinta entre los muros del Palacio Imperial. La Guardia Custodia de los «Diez Mil», junto a las Hermanas del Silencio y las fuerzas del Mechanicum del fabricador general Kane, lucha por el control de los puntos de nexo de la ancestral telaraña eldar más cercanos a la Tierra, infestados de entidades demoníacas después de la intrusión de Magnus el Rojo.
Pero ahora que se cuentan legionarios traidores y titanes de combate entre las fuerzas del Caos, el cerco al Mundo del Trono se cierra y solo el mismísimo Emperador podría tener esperanzas de prevalecer. . Por fin, se revelarán los secretos del proyecto del Emperador debajo de Palacio, y verás al Emperador más de cerca que nunca.

### 42. Garro
Vestido de gris, un guerrero errante de las Legiones Astartes se arrodilla ante el Regente de Terra y acepta un nuevo y solemne cargo: es el capitán de batalla Garro, antiguo comandante de la Eisenstein y ahora Agentia Primus de Malcador el Sigilita.
De la desolación de Isstvan a los pasillos del mismísimo palacio imperial, está listo y dispuesto para contraatacar a los traidores aliados del señor de la guerra. Pero Garro sigue su propia senda, y esta podría llevarlo a cuestionarse su propio lugar en el Imperio... Y ¿qué ocurriría si él también flaquease? . Conoce la historia del capitán de batalla Garro.

### 43. Legiones Quebradas
Llegados al borde de la destrucción en Istvaan V, los Manos de Hierro ahora buscan venganza por el asesinato de Ferrus Manus. Reuniendo a los supervivientes de la Guardia del Cuervo y los Salamandras a bordo de cualquier barco capaz de viajar por la urdimbre, estas Legiones Destrozadas emprenden una nueva campaña contra las fuerzas traidoras en toda la galaxia, una campaña ideada por el legendario líder de movimiento Shadrak Meduson.

### 44. El Rey Carmesí
Tras la destrucción de Prospero, Magnus el Rojo se llevó a los Mil Hijos por arte de magia al planeta de los hechiceros, en las profundidades del Ojo del Terror. El primarca, alejado de los asuntos de la galaxia en general y observando cómo el señor de la guerra extendía su herejía con frialdad e indiferencia, ha dedicado su existencia vacía a la conservación de todos los conocimientos que una vez albergaron las grandes bibliotecas de Tizca, por si la humanidad volvía a buscar en algún momento tal sabiduría.
Sin embargo, sus hijos ven los cambios que experimenta su primarca: es un alma rota, cuya mente y recuerdos van hundiéndose en la confusión de la disformidad. Solamente podrán recuperarlo si regresan a los escenarios de sus grandes triunfos y tragedias, y si permiten que el Rey Carmesí vuelva a ser coronado por los Poderes Ruinosos.

### 45. Tallarn
A medida que continúa la campaña del Señor de la Guerra por la dominación galáctica, sus generales buscan nuevos campos de batalla que conquistar. Perturabo decide atacar Tallarn después de dejar atrás el mundo ancestral de Iydris. El señor de los IGuerreros de Hierro, un primarca implacable y vengativo, inicia un bombardeo letal con el que consigue matar a millones de seres humanos y atrincherar a los pocos supervivientes.
Se desencadena entonces un conflicto armado brutal que lo arrasa todo, la mayor de todas las guerras, una contienda de más de un año que extenúa a todos los combatientes batalla tras batalla. No obstante, la razón por la que Perturabo decidió realizar ese ataque no era solamente castigar al Imperio mediante un exterminio; tiene un objetivo mucho más oscuro en mente.

### 46. Tormenta de Ruina
Imperium Secundus. Incitados por esta noticia, Sanguinius, Guilliman y Lion El’Jonson se comprometen a defender al Emperador y expiar sus pecados. Pero la Tormenta de Ruina, un torbellino del Caos de proporciones astronómicas, oculta a los primarcas el camino hacia el Mundo del Trono.
Ahora, las flotas de las tres legiones parten de Ultramar, y los primarcas no piensan detenerse ante nada para cumplir su misión, alcanzar la redención y proteger el destino mismo de la galaxia. No obstante, un pérfido enemigo observa cada uno de sus movimientos y conspira contra los puntos débiles de los hijos descarriados del Emperador.

### 47. Vieja Tierra
Tras renacer en cuerpo y espíritu bajo el monte Fuego Letal, el primarca Vulkan reúne a sus hijos de mayor confianza y se prepara para el tramo final de su viaje. Las legiones quebradas en Isstvan V han entorpecido el avance del Señor de la Guerra a través de la galaxia, pero surgen nuevas grietas que hacen mella en la alianza entre los Manos de Hierro, los Salamandras y la Guardia del cuervo, y se extienden unos misteriosos rumores que hablan del posible regreso de Ferrus Manus.
Atormentado por la sensación de no haber cumplido con su destino, Vulkan debe escoger entre unirse a la guerra vengativa contra los traidores o seguir su propio camino, una senda misteriosa que lo conduce hacia el mismísimo Mundo del Trono.

### 48. El Peso de la Lealtad
A medida que la oscuridad de la guerra consume lentamente la galaxia, los que aún sirven al Trono se enfrentan a una lucha por la supervivencia y la continuidad de todo lo que aprecian. Con la amenaza de la flota del Señor de la Guerra, que se acerca cada vez más a Terra, corresponderá a estos héroes contener la marea, pero los enemigos reunidos contra ellos son poderosos y el peso de la lealtad es enorme...

### 49. La Perdición del Lobo
Ha llegado el momento de que Leman Russ, primarca de los Lobos Espaciales, cumpla con su promesa e intente detener a Horus, Señor de la Guerra, antes de que este llegue a Segmentum Solar. A pesar de la oposición de tres de sus hermanos primarcas, Russ retira a su legión de Terra y va al encuentro de Horus.
Los informes de los agentes de Malcador el Sigilita indican que Horus ha cambiado por completo, poseído por una energía diabólica tan inconmensurable que ningún hombre puede plantarle cara. Un guerrero de Fenris nunca quebrantaría sus juramentos por voluntad propia, pero, si las armas mortales no son rival para Horus, puede que el Señor del Invierno y la Desolación se haya condenado a sí mismo por cuestión de honor…

### 50. Nacidos del Fuego
Nacidos en el ardiente mundo de Nocturne, los Salamanders creen en el sacrificio propio y en la santidad de la vida humana. En ese planeta creció su padre, Vulkan: el hijo de un humilde herrero que se convirtió en primarca del Emperador de la humanidad y forjó una Legión junto a sus hijos.
Su saga entraña heroísmo, traición, tragedia y renacimiento. Han regresado del borde de la extinción en más de una ocasión; siempre asediados, pero sin rendirse una sola vez, tanto la Legión como su primarca son un ejemplo de desafío ante la adversidad.
Hacia el yunque, nacido de las llamas.

### 51. Esclavos de la Oscuridad
Tras un largo y arduo conflicto, los traidores al fin se aproximan a Terra. Sin embargo, pronto perderán la oportunidad para atacar: tanto Guilliman como el León regresan a toda prisa, y sus ejércitos podrían girar las tornas de la batalla. Las tropas del Señor de la guerra deben reunirse, pues solo entonces podrán asaltar el mundo del Trono.
Mientras Mortarion se adelanta para actuar como la vanguardia de la flota, recae sobre Lorgar y Perturabo la tarea de reunir a Fulgrim y a Angron, quienes ya han sido enaltecidos como demonios y tal vez se encuentren más allá del alcance de la voluntad del Señor de la guerra. No obstante, Horus está malherido, y, mientras la batalla más grande de la galaxia se cierne sobre Terra, es Maloghurst quien debe asegurarse de que su fracturada Legión se mantenga unida y de rescatar al propio Horus del borde del abismo.

### 52. Heraldos del Asedio
La galaxia arde y los hermanos se traicionan entre sí según el conflicto provocado por la conspiración de un querido hijo llega a su fatídica conclusión. Horus, el Señor de la Guerra, ha triunfado, y su enorme flota se aproxima por fin a Terra y al Trono patriarcal de su odiado padre. Muchos han caído para alcanzar este momento, y sus historias son las cenizas sobre las que la Herejía ha nacido y prosperado. Otros han cumplido papeles más pequeños, gotas en un océano de guerra y sangre. Pero nada de eso importa. Terra alza la vista al cielo mientras prepara sus defensas. Los ejércitos se reúnen, los héroes empuñan sus espadas, y los ciudadanos buscan donde esconderse. La guerra está en camino y nada puede detenerla.